# انجمن ادبی شمع سوخته

در این عکس برخی از بنیانگذاران انجمن ادبی شمع سوخته حضور دارند، از راست به چپ: هوشنگ ابتهاج، سیاوش کسرایی، نیما یوشیج، احمد شاملو، مرتضی کیوان به گفته هوشنگ ابتهاج این نگاره در خانه سیاوش کسرایی وهنگام نشستن آنها زیر کرسی گرفته شده است.

انجمن ادبی شمع سوخته انجمنی ادبی بود که در اوایل دهه ۱۳۳۰ در تهران تشکیل شد. بنیانگذاران آن که از پیشگامان شعر نو فارسی بودند عبارتند از: نیما یوشیج، مرتضی کیوان، هوشنگ ابتهاج (سایه)، احمد شاملو، سیاوش کسرایی، مهدی اخوان ثالث.
این انجمن چند سال پس از خروج متفقین از ایران که فضایی نسبتا آزاد سیاسی را به خود دیده بود تشکیل شد و از همین رو در در کنای فعالیت ادبی گاهی گفتگو های سیاسی و آزادی خواهانه در این انجمن شکل می‌گرفت.
انجمن ادبی شمع سوخته را می‌توان نخستین انجمن ادبی شعر نو فارسی نامید.
در آغاز قرن چهاردهم که نقدهای فراوانی به شکل و برگزاری انجمن های در این روزگار وارد است شمع سوخته در تاریخ ادبی ایران جایگاه ویژه ای دارد.